# ده‌میر (بمپور)
دهمیر روستایی در  شهرستان بمپور استان سیستان و بلوچستان ایران است.132232

## جمعیت
بر پایه سرشماری عمومی نفوس و مسکن در سال ۱۳۹۵ جمعیت این روستا ۲٬۸۰۳ نفر (۶۹۱خانوار) بوده‌است.